# Ниидзима (село)
Ниидзима (яп. 新島村 Ниидзима-мура) — село в Японии, находящееся в округе Осима префектуры Токио. Площадь села составляет 27,83 км², население — 2441 человек (1 октября 2020), плотность населения — 87,71 чел./км².

## Географическое положение
Село расположено на острове Ниидзима в префектуре Токио региона Канто.

## Население
Население села составляет 2441 человек (1 октября 2020), а плотность — 87,71 чел./км². Изменение численности населения с 1980 по 2005 годы:
| 1980 | 3684 чел. |  |
| 1985 | 3653 чел. |  |
| 1990 | 3505 чел. |  |
| 1995 | 3163 чел. |  |
| 2000 | 3147 чел. |  |
| 2005 | 3161 чел. |  |

## Символика
Деревом села считается Daphniphyllum teijsmannii, цветком — Crinum asiaticum, птицей — Zosterops japonicus stejnegeri.